# Контрада Капитоло (Терамо)
Контрада Капитоло (итал. Contrada Capitolo) је насеље у Италији у округу Терамо, региону Абруцо.
Према процени из 2011. у насељу је живело 75 становника. Насеље се налази на надморској висини од 24 м.